# Charinus asturius
Espèce
Synonymes
- Charinus asturias Pinto-da-Rocha, Machado & Weygoldt, 2002

Charinus asturius est une espèce d'amblypyges de la famille des Charinidae.

## Distribution
Cette espèce est endémique de l'État de São Paulo au Brésil. Elle se rencontre sur l'Ilhabela.

## Description
Le mâle holotype mesure 8,7 mm et les femelles de 7,25 à 10,5 mm.
La carapace du mâle décrit par Miranda, Giupponi, Prendini et Scharff en 2021 mesure 3,80 mm de long sur 5,45 mm et celle des femelles  2,60 mm de long sur 3,60 mm et 3,80 mm de long sur 5,50 mm.

## Publication originale
- Pinto-da-Rocha, Machado & Weygoldt, 2002 : « Two new species of Charinus Simon, 1892 from Brazil with biological notes (Arachnida; Amblypygi; Charinidae). » Journal of Natural History, vol. 36, no 1, p. 107-118.